# Phil Perkins
Pour les articles homonymes, voir Perkins.
Phil Perkins (né le 1er novembre 1961 à Londres) est un archéologue et étruscologue britannique,.

## Publications
- Etruscan Settlement, Society and Material Culture in Central Coastal Etruria, J. and E. Hedges, Oxford, 1999[2];
- Etruscan Bucchero in the British Museum, The British Museum Press, London, UK, 2007[2];
- Excavations at Le Mura di Santo Stefano, Anguillara Sabazia, Papers of the British School at Rome, 77 (2009) (pp. 159-223)[2];
- The Villa Pigneto Sacchetti excavation: a new interpretation, Papers of the British School at Rome, 77 (2009) (pp. 273-290)[2];
- DNA and Etruscan Identity, in "Perkins, Philip and Swaddling, Judith eds. Etruscan by Definition: Papers in Honour of Sybille Haynes. The British Museum Research Publications (173) (pp. 95-111), The British Museum Press, London, UK 2009[2];
- The Etruscans, their DNA and the Orient, in "Duistermaat, Kim and Regulski, Ilona eds. Intercultural Contacts in the Ancient Mediterranean[2]:Proceedings of the International Conference at the Netherlands-Flemish Institute in Cairo, 25th to 29th October 2008. Orientalia Lovaniensia Analecta (202) (pp. 171-180), Peeters, Leuven 2011[2];
- The bucchero childbirth stamp on a late Orientalizing period shard from Poggio Colla , Etruscan Studies, 15(2) 2012 (pp. 146-201)[2];
- Cosa and the Ager Cosanus in Cooley, Alison E. ed. A Companion to Roman Italy (pp. 378-400), Wiley-Blackwell, Chichester 2016[2];
- DNA and Etruscan identity in Naso, Alessandro ed. Etruscology (pp. 109-118) De Gruyter, Berlin 2017[2];
- The landscape and environment of Etruria, in Naso Alessandro ed. Etruscology (pp. 1239-1250), De Gruyter, Berlin 2017[2];